# Колыбаниха
Колыбаниха — деревня в Харовском районе Вологодской области.
Входит в состав Кубенского сельского поселения, с точки зрения административно-территориального деления — в Кубинский сельсовет.
Расстояние до районного центра Харовска по автодороге — 32 км, до центра муниципального образования Сорожина по прямой — 18 км. Ближайшие населённые пункты — Самылиха, Ершиха, Гора, Федоровское, Максимиха.
По данным переписи в 2002 году постоянного населения не было.